# Probotector (jeu vidéo, 1994)
Pour les articles homonymes, voir Probotector.
Probotector (ou Contra: Hard Corps aux  États-Unis et Contra: The Hard Corps au Japon), est un jeu vidéo d'action de type shoot'n jump développé et édité par Konami en 1994 exclusivement sur Mega Drive.
Les adaptations américaine et européenne du jeu sont incluses dans la compilation Contra Anniversary Collection parue en mai 2019 pour PC, PlayStation 4, Xbox One et Nintendo Switch tandis que la version japonaise fut ajoutée ultérieurement en tant que bonus lors d'une mise à jour gratuite.